# Fabio Maresca
Fabio Maresca (Napoli, 12 aprile 1981) è un arbitro di calcio italiano.

## Carriera
Arbitro effettivo dal 10 aprile del 1997, esordisce nel maggio dello stesso anno in una gara della categoria Esordienti nella sua città. Approda a livello nazionale nella ricostituita Commissione CAI nella stagione sportiva 2005-2006. Dopo un anno di permanenza, durante il quale colleziona due presenze in Serie D, viene promosso definitivamente alla CAN D.
Quattro anni più tardi, nel luglio 2010, approda in Lega Pro, categoria nella quale dirigerà per tre campionati esordendo in Seconda Divisione il 29 agosto 2010 nella gara Matera-Latina e in Prima Divisione il 21 novembre 2010, Cosenza-Siracusa. Arbitra per due anni consecutivi una semifinale al Torneo di Viareggio, nel 2012 Juventus-Parma e nel 2013 Milan-Parma, la semifinale scudetto Primavera 2012 tra Roma-Lazio e la finale della Supercoppa Primavera 2012 tra Inter-Roma.
Durante la stagione sportiva 2012-2013, la sua ultima a disposizione della CAN PRO, viene designato dal Commissario Stefano Farina il 21 settembre 2012 per il derby della sua regione tra Benevento-Avellino. Dirigerà inoltre la finale di ritorno della Coppa Italia Lega Pro Latina-Viareggio, la finale di andata play-off per l'accesso in serie B, Carpi-Lecce, e la finale di ritorno playoff per la promozione in Prima Divisione tra Venezia-Monza.
Promosso nell'estate 2013 in Serie B, esordisce il 31 agosto 2013, nel match della seconda giornataVirtus Lanciano-Reggina.
Al termine della stagione riesce a centrare anche l'esordio in massima serie. Il 18 maggio 2014 dirige Lazio-Bologna, gara valida per la trentottesima ed ultima giornata di Serie A 2013-2014. Con tale traguardo un arbitro della sezione AIA di Napoli torna a dirigere una gara di Serie A dopo 50 anni. Ultima apparizione infatti fu quella di Gennaro Marchese nel 1964.
Il 29 maggio 2016 ritira presso la sezione di Bologna il Premio Giorgio Bernardi quale miglior arbitro debuttante nella massima serie.
Nel giugno 2016 è designato per dirigere la finale di ritorno dei Play off di serie B 2015-16 tra Trapani-Pescara.
Il 1º luglio 2016 viene promosso in CAN A.
È il primo arbitro ad assegnare un calcio di rigore in Serie A attraverso l'utilizzo del VAR a favore del Cagliari in Juventus-Cagliari (3-0).
Il 17 dicembre 2019 viene reso pubblico il suo inserimento nella lista degli arbitri internazionali FIFA a partire dal 2020.
Il 1º settembre 2020 viene inserito nell'organico della CAN A-B, nata dall’accorpamento di CAN A e CAN B: dirigerà sia in Serie A che in Serie B. Nella stagione 2020-2021 viene designato in 14 partite del massimo campionato e per 5 in cadetteria.
Il 16 gennaio 2023 viene designato per dirigere la Supercoppa italiana 2022 Milan-Inter.
Al termine della stagione sportiva 2022/2023 riceve il premio "Stefano Farina", destinato all'arbitro CAN meglio classificatosi nella graduatoria di merito.
Il 13 maggio 2024 viene designato per dirigere la finale di Coppa Italia 2023-2024 Atalanta-Juventus, vinta dai bianconeri per 1-0.